# Sarah Schleper
Sarah Kathryn Schleper de Gaxiola (Glenwood Springs, 19 febbraio 1979) è una sciatrice alpina statunitense naturalizzata messicana.

## Biografia

### Stagioni 1995-2001
Sciatrice specialista delle prove tecniche, la statunitense Sarah Schleper iniziò a competere in gare FIS nell'agosto del 1994 ed esordì in Nor-Am Cup il 1º dicembre dello stesso anno, nello slalom speciale di Loveland chiuso al 33º posto. Nella stagione successiva debuttò in Coppa del Mondo, il 18 novembre 1995 a Vail/Beaver Creek, senza qualificarsi per la seconda manche dello slalom speciale in programma. Il 9 dicembre 1995 esordì in Coppa Europa classificandosi 30ª nello slalom speciale di Špindlerův Mlýn, mentre nel 1997 colse il suo primo podio in Nor-Am Cup, il 3 gennaio a Mont Orford in slalom gigante (2ª), e vinse la medaglia d'argento nello slalom speciale Mondiali juniores di Schladming.
Nella stagione 1997-1998 vinse la sua prima gara in Nor-Am Cup, lo slalom gigante del 28 novembre disputato a Winter Park/Breckenridge, ed esordì ai Giochi olimpici invernali: a Nagano 1998 fu 22ª nello slalom speciale e non concluse lo slalom gigante. Nella stagione 2000-2001 colse il suo primo podio in Coppa del Mondo, chiudendo al 2º posto lo slalom speciale del 10 dicembre disputato a Sestriere, ed esordì ai Campionati mondiali: a Sankt Anton am ARlberg 2001 tuttavia non concluse né lo slalom gigante, né lo slalom speciale.

### Stagioni 2002-2012
Ai XIX Giochi olimpici invernali di Salt Lake City 2002 si piazzò 21ª nello slalom gigante e non concluse lo slalom speciale, mentre l'anno dopo ai Mondiali di Sankt Moritz non portò a termine entrambe le prove. Ai successivi Mondiali di Bormio/Santa Caterina Valfurva 2005 colse il suo miglior piazzamento iridato in carriera, 7ª nello slalom speciale, e si classificò 13ª nello slalom gigante. In Coppa del Mondo a fine stagione ottenne la sua prima vittoria, il 12 marzo a Lenzerheide in slalom speciale.
Ai XX Giochi olimpici invernali di Torino 2006 fu 10ª nello slalom speciale e non concluse lo slalom gigante; tre anni dopo, ai Mondiali di Val-d'Isère 2009, nelle medesime specialità si piazzò rispettivamente 28ª e 31ª. Nella stagione 2009-2010 colse il suo primo podio in Coppa Europa, il 16 dicembre nello slalom gigante di Alleghe (3ª), e partecipò ai XXI Giochi olimpici invernali di Vancouver 2010, dove si classificò 14ª nello slalom gigante e non concluse lo slalom speciale. 21ª nello slalom gigante e fuori gara nella slalom speciale ai Mondiali di Garmisch-Partenkirchen 2011, il 29 dicembre di quell'anno si ritirò dall'attività agonistica e per festeggiare tale occasione corse lo slalom speciale di Lienz portando in braccio fino al traguardo il figlio Lasse. 

### Stagioni 2015-2025
Nel maggio 2014 ha annunciato il suo ritorno alle gare con la nuova nazionalità messicana; la sua prima gara con i nuovi colori è stato lo slalom gigante di Sölden del 25 ottobre successivo, nel quale non si è qualificata per la seconda manche. Ai successivi Mondiali di Vail/Beaver Creek è stata 50ª nello slalom gigante e non ha completato lo slalom speciale, mentre a quelli di Sankt Moritz 2017 si è classificata 38ª nella discesa libera, 37ª nel supergigante, 41ª nello slalom gigante, 27ª nella combinata e non ha completato lo slalom speciale.
Ai XXIII Giochi olimpici invernali di Pyeongchang 2018, dopo esser stata portabandiera del Messico durante la cerimonia di apertura, si è classificata 41ª nel supergigante e non ha completato lo slalom gigante; ai Mondiali di Åre 2019 si è piazzata 29ª nel supergigante e 42ª nello slalom gigante e a quelli di Cortina d'Ampezzo 2021 è stata 41ª nello slalom gigante. Ai XXIV Giochi olimpici invernali di Pechino 2022, dopo esser stata nuovamente portabandiera del Messico durante la cerimonia di apertura, si è classificata 35ª nel supergigante e 37ª nello slalom gigante; ai Mondiali di Courchevel/Méribel 2023 non ha completato lo slalom gigante e a quelli Mondiali di Saalbach-Hinterglemm 2025 si è piazzata 37ª nello slalom gigante.

## Palmarès

### Mondiali juniores
- 1 medaglia:
  - 1 argento (slalom speciale a Schladming 1997)

### Coppa del Mondo
- Miglior piazzamento in classifica generale: 17ª nel 2004 e nel 2005
- 4 podi (3 in slalom speciale, 1 in slalom gigante):
  - 1 vittoria (in slalom speciale)
  - 2 secondi posti
  - 1 terzo posto

#### Coppa del Mondo - vittorie
| Data          | Località    | Paese    | Specialità |
| ------------- | ----------- | -------- | ---------- |
| 12 marzo 2005 | Lenzerheide | Svizzera | SL         |

Legenda:

SL = slalom speciale

### Coppa Europa
- Miglior piazzamento in classifica generale: 37ª nel 2010
- 2 podi:
  - 1 secondo posto
  - 1 terzo posto

### Nor-Am Cup
- Miglior piazzamento in classifica generale: 6ª nel 2000
- Vincitrice della classifica di slalom speciale nel 2000
- 22 podi:
  - 9 vittorie
  - 6 secondi posti
  - 7 terzi posti

#### Nor-Am Cup - vittorie
| Data             | Località                 | Paese       | Specialità |
| ---------------- | ------------------------ | ----------- | ---------- |
| 28 novembre 1997 | Winter Park/Breckenridge | Stati Uniti | GS         |
| 2 gennaio 1998   | Waterville Valley        | Stati Uniti | SL         |
| 18 dicembre 1999 | Mont-Tremblant           | Canada      | SL         |
| 11 novembre 2000 | Loveland                 | Stati Uniti | SL         |
| 12 novembre 2000 | Loveland                 | Stati Uniti | SL         |
| 21 novembre 2000 | Winter Park              | Stati Uniti | GS         |
| 25 novembre 2003 | Winter Park              | Stati Uniti | SL         |
| 15 marzo 2009    | Lake Placid              | Stati Uniti | GS         |
| 30 novembre 2010 | Loveland                 | Stati Uniti | SL         |

Legenda:

GS = slalom gigante

SL = slalom speciale

### South American Cup
- Miglior piazzamento in classifica generale: 11ª nel 2023
- 5 podi:
  - 1 vittoria
  - 2 secondi posti
  - 2 terzi posti

#### South American Cup - vittorie
| Data              | Località   | Paese | Specialità |
| ----------------- | ---------- | ----- | ---------- |
| 25 settembre 2019 | Antillanca | Cile  | GS         |

Legenda:

GS = slalom gigante

### Campionati statunitensi
- 13 medaglie (dati dalla stagione 1994-1995)[4]:
  - 6 ori (slalom gigante nel 1998; slalom speciale nel 2001; slalom speciale nel 2002; slalom speciale nel 2005; slalom speciale nel 2010; combinata nel 2011)
  - 4 argenti (slalom gigante nel 1999; slalom speciale nel 2009; slalom gigante, slalom speciale nel 2011)
  - 3 bronzi (slalom speciale nel 1996; slalom speciale nel 2000; slalom speciale nel 2003)